# 本田剛文
本田 剛文（ほんだ たかふみ、1992年11月3日 - ）は、日本のタレント・俳優。男性グループBOYS AND MENのメンバーであり、その派生ユニットの誠のリーダー、第七学園合唱部のメンバーである。
愛知県名古屋市出身。フォーチュンエンターテイメント所属。幼少期にキッズモデルとして活動し、高校を卒業した2011年にBOYS AND MENに加入してふたたび芸能活動をはじめる。2014年に中京テレビのイメージキャラクターをつとめたほか、情報番組『スタイルプラス』、映画『燐寸少女 マッチショウジョ』、テレビドラマ『トクサツガガガ』などの出演作がある。BOYS AND MENでのメンバーカラーはピンク。愛称は、ほんでぃ、本ちゃん、など。

## 略歴
愛知県名古屋市生まれ。実家は江戸時代中期から続く名古屋の仕出し料理屋を営んでいる。「友達がやっていたから自分もやりたくなった」という動機で、3歳から中学1年生の頃までキッズモデルとして鈴鹿サーキットのCM出演などで活動した。高校3年時の12月に、かつて所属していたモデル事務所に将来についての相談をした際にBOYS AND MENを紹介され、その日に公演『ストレートドライブ!』を見てグループ入りを決心。大学受験を終えた後の2011年3月18日に公開オーディションに参加して、吉原雅斗を含む数名と一緒に同日にBOYS AND MENに加入した。
加入時の公演『ストレートドライブ!』ではキャストに就くことができず、ここから大学よりもBOYS AND MENの活動を優先させるようになった。次の公演『ホワイト☆タイツ』ではメインキャスト「ヤンキー5人組」（派生ユニットYanKee5の原型）の1人・野光悟志役に選ばれた。しかし、この役は公演途中からグループの活動に復帰したダブルキャストの小林豊のものになり、本田はメインキャストからは外れた。
2012年2月、派生ユニット・誠が結成され、そのリーダーとなった。2013年2月に実施された「ホワイト☆タイツII 名古屋本公演 人気投票」では3位を獲得。同年、映画『僕たちの高原ホテル』に単独で出演した。定期公演『ホワイト☆タイツII』と『RETURNER』では女性の役を演じた。2014年3月、2014年度の中京テレビ開局45周年イメージキャラクターに起用され、ミニ番組『ビックラコイタ 中京テレビ!』のパーソナリティを1年間務めた。同年夏期に開催されたBOYS AND MENの人気投票では4位となった。
2016年3月、平松賢人・吉原雅斗とユニット・第七学園合唱部を結成し、5月に自身が作詞した曲を含むミニ・アルバム『チキン』でCDデビューした。BOYS AND MENのメンバーとしての活動のほか、映画『燐寸少女 マッチショウジョ』やテレビドラマ『あなたには帰る家がある』などで俳優活動を重ね、2019年にドラマ『トクサツガガガ』でメインキャストに抜擢され、BOYS AND MENの映画『ジャンクション29』で主演の1人を務めた。
2020年、第39回世界遺産検定２級合格。テレビ番組の企画で日本舞踊の女形を体験し、これを機に日本舞踊の世界へと足を踏み入れる。
2022年、「名古屋をどりNEO傾奇者」に出演し、女形を披露する。
2025年、第１回日本伝統文化検定２級合格。

## 人物
身長171cm、血液型O型。特技は弓道。高校では弓道部に所属していた。趣味は弓道のほか合気道、勉強など。BOYS AND MENの中では「優等生」・「グループ1の秀才」といったキャラクターを得ている。BOYS AND MENのプロデューサーである谷口誠治の本田の第一印象は「オタク、暗い奴」というもので、控えめで存在感もなかった、と振り返っている。しかし勤勉で努力家であることを早い段階から評価しており、「頭が良く言葉を知っている」・「機転も利くし状況判断もできるし、まとめる能力が高い」として誠のリーダーにした。本田は自身の性格を「真面目って言われるけど、そうでもない。見た目のイメージよりも男っぽいし、すごくおしゃべり。」と分析している。他のメンバーの多くが本田を「しっかりしているが、大ざっぱでがさつでもある」と評している。
BOYS AND MENでのキャッチフレーズは「年中無休の桜前線」。グループが常設劇場での公演を中心に活動していた時期に、同期である吉原雅斗と「ホワイトダルビッシュ」という漫才コンビを組んでいたことがある。

## 出演

### テレビドラマ
- 名古屋行き最終列車「4番ホーム〜23時34分 東岡崎発〜」（2012年12月、メ〜テレ）[16]
- なぜ東堂院聖也16歳は彼女が出来ないのか?（2014年10月 - 12月、メ〜テレ） - 早川 役
- ボイメン新世紀 祭戦士ワッショイダー（2018年4月 - 6月、CBCテレビ） - 本田剛文 役
- あなたには帰る家がある（2018年4月 - 6月、TBS） - 菊池匠 役
- トクサツガガガ（2019年1月 - 3月、NHK総合） - 小野田くん（小野田隆） 役[18]
- ミナミの帝王ZERO（2019年4月 - 6月、関西テレビ） - 教授 役
- だから私はメイクする 第2話（2020年10月15日、テレビ東京） - 本人役
- ねこ物件（2022年4月 - 6月、テレビ神奈川）- 矢澤丈 役[29][30]
- 最果てから、徒歩5分（2022年10月 - 12月、BSテレビ東京） - 宇佐美一成 役
- 怪談新耳袋 暗黒「カズオ」（2023年8月17日、BS-TBS） - 藤原健吾 役[31][32]
- 嗤う淑女 第6話（2024年8月31日、東海テレビ・フジテレビ系） - 三島猛 役[33]
- どーする？ごはん 日本編第２話（2025年3月・テレビ愛知）

### バラエティ・情報番組
- アイチ★ポリスAAA（2012年8月 - 2013年3月、メ〜テレ） - 安全大作 役
  - アイチ☆ポリスMAX（2014年9月 - 2015年2月）
  - アイチ☆ポリス7（2015年9月 - 2016年3月）
- ビックラコイタ 中京テレビ!（2014年3月 - 2015年3月、中京テレビ）
- 4U（2014年4月[16] - 2015年3月、中京テレビ）
- ボイメンの愛知きしめん家族（2015年 - 2017年、テレビ愛知） - 次男 役[34]
- スタイルプラス（2017年4月[35] - 2019年9月29日、東海テレビ） - コンシェルジュ
- おはスタ（2018年9月 - 2020年、テレビ東京） - 金曜準レギュラー[36][37][38]
- 古舘伊知郎×本田剛文のおしゃべり道場（2021年3月 - 2023年2月、NDP TV・CBCラジオ（※ラジオの最終回は2023年3月放送））
- キソ英語を学んでみたら世界とつながった。（2021年4月 - 2025年3月、NHK Eテレ） - Taka 役
- スイッチ！（2021年6月 - 、東海テレビ）- 準レギュラー　(番組内コーナー「東海三県ふるさとツーリズム」)
- マツケンマルシェ[39]（2025年5月 - 、中日新聞デジタル編集部内配信）- 野菜ハンター[40]

### 映画
- 僕たちの高原ホテル（2013年）
- A.F.O 〜All for one〜（2014年）[16]
- サムライ・ロック（2015年） - 木下藤吉郎秀吉 役
- 復讐したい（2016年） - 日野翔太 役
- 燐寸少女 マッチショウジョ（2016年） - 氏家治 役[41]
- BOYS AND MEN 〜One For All, All For One〜（2016年） - 本田剛文 役[6]
- ジャンクション29（2019年） - 主演・守谷悟 役[20]
- ブルーヘブンを君に（2020年） - 正樹 役[42]
- 劇場版 ねこ物件（2022年8月5日）- 矢澤丈 役[43]
- 「80年後のあなたへ」（2025年）‐ ZIPFMのプロデューサー 役[44]

### 配信ドラマ
- 学園のクローバー（2013年、スマートボーイズ）[16]
- キスのカタチ「真実と美」（2016年） - 悟 役[45]
- 宙ガール（2016年、スマホDEカンテレ）[46]

### 吹き替え
- ブラックパンサー（2018年） - 過激派2 役[47]

### 舞台
- ストレートドライブ!（2011年）
- ホワイト☆タイツ（2011年 - 2012年・2016年・2018年） - 野光悟史、三宮大和 役ほか[48]
- ストレートドライブR（2012年） - 田代大樹 役ほか[49]
- ホワイト☆タイツII（2012年 - 2013年・2014年） - 木崎広海/セオドア[50]、野光悟史/シモン[51] 役
- RETURNER（2013年 - 2014年） - 胡蝶 役[15]ほか
- ボイメンステージ 諦めが悪い男たち〜NEVER SAY NEVER〜（2020年）赤羽進太郎 役
- Foodtruck FixYou〜full course〜（2021年）クッキンジャー ソイグリーン / リョウ 役
- 名古屋をどりNEO傾奇者　NEO舞踊劇「名古屋心中」（2022年10月15日-16日・名古屋市公会堂）- 小さん 役[52]
- 名古屋をどりNEO傾奇者　NEO舞踊劇「名古屋からくり事件簿」（2023年10月21日-22日・名古屋市公会堂）-丘上フミ子 役
- 名古屋をどりNEO傾奇者（2024年10月19日-20日・岡谷鋼機名古屋公会堂）-　御神しげる・山河しげる　尾張山河流家元　山河鯉三郎
- 名古屋をどりNEO傾奇者（2025年10月11日-12日予定・岡谷鋼機名古屋公会堂）

### CM
- 鈴鹿サーキット[8]
- OKBペイメントプラット（2019年）[53]

### ラジオ
- つボイノリオの聞けば聞くほど（2025年8月14日）つボイの代打

### その他
- 『おもしろ科学館2013inみずなみ・僕らのフューチャーエネタウンストーリー』キャラクター「E-BOY」（2013年）[54]
- 中京テレビ45周年イメージキャラクター（2014年）
- 『FLOWERS by NAKED 2017-立春-』 オフィシャルサポーター（2017年）[55]
- OKBペイメントプラット PRキャラクター「ピッピちゃん」（2019年）[53]

## 書籍、連載
電子書籍
- CanCam デジタルフォトブック 『本田剛文 COLOR-06 “PINK”』（2018年、小学館）[56]
- 本田剛文デジタル版 BOYS AND MEN THANKS! AT DOME LIVE（2019年、講談社）[57]

ウェブ連載
- 産経プラス『BOYS AND MEN本田剛文の「読まぬなら読ませてみせようホトトギス」』（2016年12月[35] - 2019年3月、産経新聞）
- 『ボイメン本田剛文、いざ参る！』(2025年6月[58]-、ROCK 和樂web)
- 『ボイメン本田の猫通信』（2025年6月[59]-、Lotus）
- 『本田剛文の伝統！堪能！感動！』(2025年7月[60]-、一般社団法人 日本伝統文化検定協会)

## 作詞
以下はすべて第七学園合唱部の楽曲で、「Takafumi」名義の作詞。
- 君の隣（2016年）[61]
- ネガティブ行進曲（2016年）[61]
- 明日も（2017年）[62]
- ぼくらのうた（2017年）[63]
- サヨナラの茜色（2017年）[63]